# 埃本多夫
埃本多夫（德語：Erbendorf，發音：[ˈɛʁbn̩ˌdɔʁf] ⓘ）是德国巴伐利亚州上普法尔茨行政区蒂申罗伊特县的城市，面积67.56平方千米，2023年12月31日人口为5,088人。